# Marcus Horan
Marcus John Horan (Limerick, 7 settembre 1977) è un rugbista a 15 e dirigente sportivo irlandese, già pilone della provincia di Munster e internazionale per l'Irlanda, con la quale ha partecipato a due edizioni della Coppa del Mondo; dopo il ritiro è divenuto dirigente sportivo e ha ricoperto il ruolo di direttore allo sviluppo presso l'associazione rugbisti irlandesi.

## Biografia
Cresciuto a Clonlara, cittadina della contea di Clare non lontano da Limerick, Horan entrò nella squadra di Munster nel 1999, con cui partecipò al campionato interprovinciale irlandese e, dal 2001, alla Celtic League.
Esordì in Nazionale irlandese durante il tour di metà anno 2000 contro gli Stati Uniti a Manchester (New Hampshire); nel 2003 vinse la sua prima Celtic League con Munster e nello stesso anno prese parte alla Coppa del Mondo di rugby 2003 in Australia, giungendo fino ai quarti di finale in cui l'Irlanda fu sconfitta dalla Francia.
Nel 2006 fu per la prima volta campione d'Europa ancora con Munster, e l'anno seguente partecipò con l'Irlanda alla Coppa del Mondo di rugby 2007 in Francia.
Ancora, nel 2008, vinse il suo secondo titolo europeo di club con Munster.
Nel 2009 fu nella squadra che si aggiudicò il Grande Slam nel Sei Nazioni, impresa mai riuscita all'Irlanda da 61 anni a quella parte; più tardi giunse la seconda vittoria celtica con Munster.
Terminò la sua carriera internazionale proprio alla vigilia della Coppa del Mondo di rugby 2011, nei cui test preparatori fu convocato: il suo ultimo incontro per l'Irlanda fu un mese prima del torneo mondiale, a Edimburgo contro la Scozia; un anno e mezzo più tardi giunse pure il suo ritiro definitivo, annunciato ad aprile 2013.
Dopo la fine della carriera ha svolto diversi incarichi professionali, tra cui, relativamente al rugby, quello di direttore allo sviluppo presso l'associazione rugbisti irlandesi; in tale veste ha anche promosso incontri dei giocatori e dei dirigenti con professionisti qualificati al fine di gestire il post-fine carriera degli atleti e prevenire fenomeni di depressione e suicidio, citando quale esempio personale le difficoltà affrontate nel adeguarsi alla nuova vita da ex giocatore.

## Palmarès
- Celtic League: 2
Munster: 2002-03; 2008-09
- Heineken Cup: 2
Munster: 2005-06; 2007-08